# Воррен Гармон Льюїс
Воррен Гармон Льюїс (1870—1964) — американський біолог та патолог.

## Біографія
Народився 17 червня 1870 року в Конектикуті. Син Джона Льюїса, адвоката та випускника Єльського університета, та його дружини Аделаїди Гармон. Невдовзі після народження сина родина переїхала до Чикаго, де оселилися в передмісті Оук-Парк. До 1886 року Воррен навчався в громадських школах Оук-Парку, а в 1886—1889 роках — у Чиказькій технічній школі (англ. Chicago Manual Training School).
Інтересу до біології завдячував книзі Ейси Грея, яку мала його мати. Навчався в Мічиганському університеті, де 1894 року здобув ступінь бакалавра. Надалі працював там же асистентом з зоології, зокрема в останній рік завідувачем кафедри був Джейкоб Рейнгард.
З 1896 року навчався в медичній школі Університету Джонса Гопкінса. Працював там у лабораторії Фракліна Молла, поруч з Россом Гаррісоном, Чарлзом Бардіном, Флоренс Сабін, Джоном Маккаллумом. Перші праці присвячені ембріології людини.
У 1901 році працював у лабораторії Жака Леба. У 1902—1903 роках стажувався у Моріца Нуссбаума в Боннському університеті.
У 1910 році одружився з Маргарет Рід, яка перед тим співпрацювала з Родою Ердман, Томасом Морганом, викладала фізіологію.
1936 року був обраний членом Національної академії наук США.

## Науковий внесок
Льюїс був одним з піонерів культивування тканин, вивчав ембріологічне походження органів людини.
Перші праці Льюїса були присвячені анатомії м'язів, зокрема великого грудного м'язу та м'язів руки. Надалі під впливом Жака Леба він звернувся до ембріології та клітинної біології.
Важливим дослідом Льюїса стала пересадка фрагментів ектодерми з тулуба в зачаток кришталика ока замість наявних там клітин. У результаті сформувався нормальний кришталик. Так він довів, що ектодерма в оці й на тулубі є однією й тією ж, а важливим є клітинне оточення.

## Наукові праці
- Lewis, W.H. (1922), Endothelium in tissue cultures. Am. J. Anat., 30: 39-59. https://doi.org/10.1002/aja.1000300104